# Đảo Hashima
Đảo Hashima (端島 (Đoan Đảo) hoặc đơn giản là Hashima — -shima là hậu tố chỉ hòn đảo trong tiếng Nhật), tên thường gọi là Gunkanjima (軍艦島 (Quân hạm Đảo)), là một hòn đảo bị bỏ hoang cách thành phố Nagasaki 15 kilômét (9,3 mi) ở phía nam Nhật Bản. Đây là một trong 505 hòn đảo không có người ở tại tỉnh Nagasaki. Điểm đáng chú ý nhất của hòn đảo này là các tòa nhà bê tông bị bỏ hoang của nó, không bị xáo trộn ngoại trừ bởi thiên nhiên, và bờ đê chắn biển bao quanh. Trong khi hòn đảo là biểu tượng của sự công nghiệp hóa nhanh chóng của Nhật Bản, nó cũng là chứng tích nhắc nhở về lịch sử của mình như là một địa điểm lao động cưỡng bức trước và trong Chiến tranh thế giới thứ hai.
Hòn đảo 6,3 hécta (16 mẫu Anh) này được biết đến với các mỏ than dưới biển, được thành lập năm 1887, hoạt động trong quá trình công nghiệp hóa của Nhật Bản. Hòn đảo này có dân số cao nhất là 5.259 vào năm 1959. Năm 1974, với trữ lượng than gần cạn kiệt, mỏ đã bị đóng cửa và tất cả cư dân rời đi ngay sau đó, khiến hòn đảo này thực chất bị bỏ hoang trong ba thập niên sau đó. Sự quan tâm tới hòn đảo nổi bật trở lại trong những năm 2000 về tài nguyên của di tích lịch sử không bị xáo trộn của nó, và hòn đảo phần nào dần trở thành một điểm thu hút khách du lịch. Một số bức tường bao ngoài bị sụp đổ đã được phục hồi, và du lịch đến Hashima đã được mở cửa lại cho khách du lịch vào ngày 22 tháng 4 năm 2009. Việc gia tăng sự quan tâm tới hòn đảo đã dẫn đến một sáng kiến bảo vệ nó như là một địa điểm di sản công nghiệp.
Hòn đảo đã được chính thức công nhận là Di sản thế giới của UNESCO vào tháng 7 năm 2015, là một phần của Các địa điểm của Cải cách Công nghiệp Minh Trị tại Nhật Bản: Sắt thép, Đóng tàu và Khai mỏ.

## Từ nguyên
Quân hạm Đảo (tiếng Anh Battleship Island) là dịch nghĩa tiếng Anh của biệt danh trong tiếng Nhật của đảo Hashima, Gunkanjima (gunkan nghĩa là tàu chiến, jima là dạng rendaku của shima, nghĩa là đảo). Biệt danh của hòn đảo này xuất phát từ sự tương đồng với tàu chiến Tosa của Nhật Bản. Mặc dù phần lớn vẫn chưa rõ ràng và vẫn còn là một huyền thoại, người ta thường nói rằng hòn đảo này bị một tàu ngầm Hải quân Hoa Kỳ phóng ngư lôi trong Thế chiến II do trông quá giống một tàu hải quân của Nhật Bản.

## Lịch sử

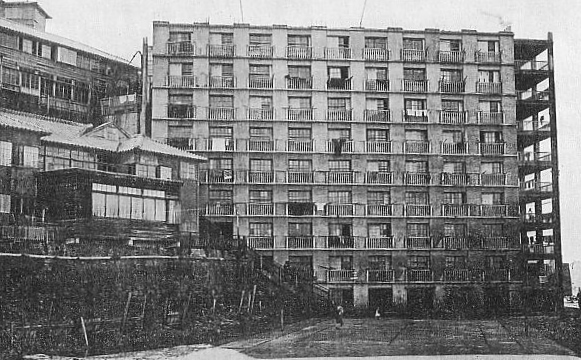
Một khối căn hộ trên đảo, k. 1930

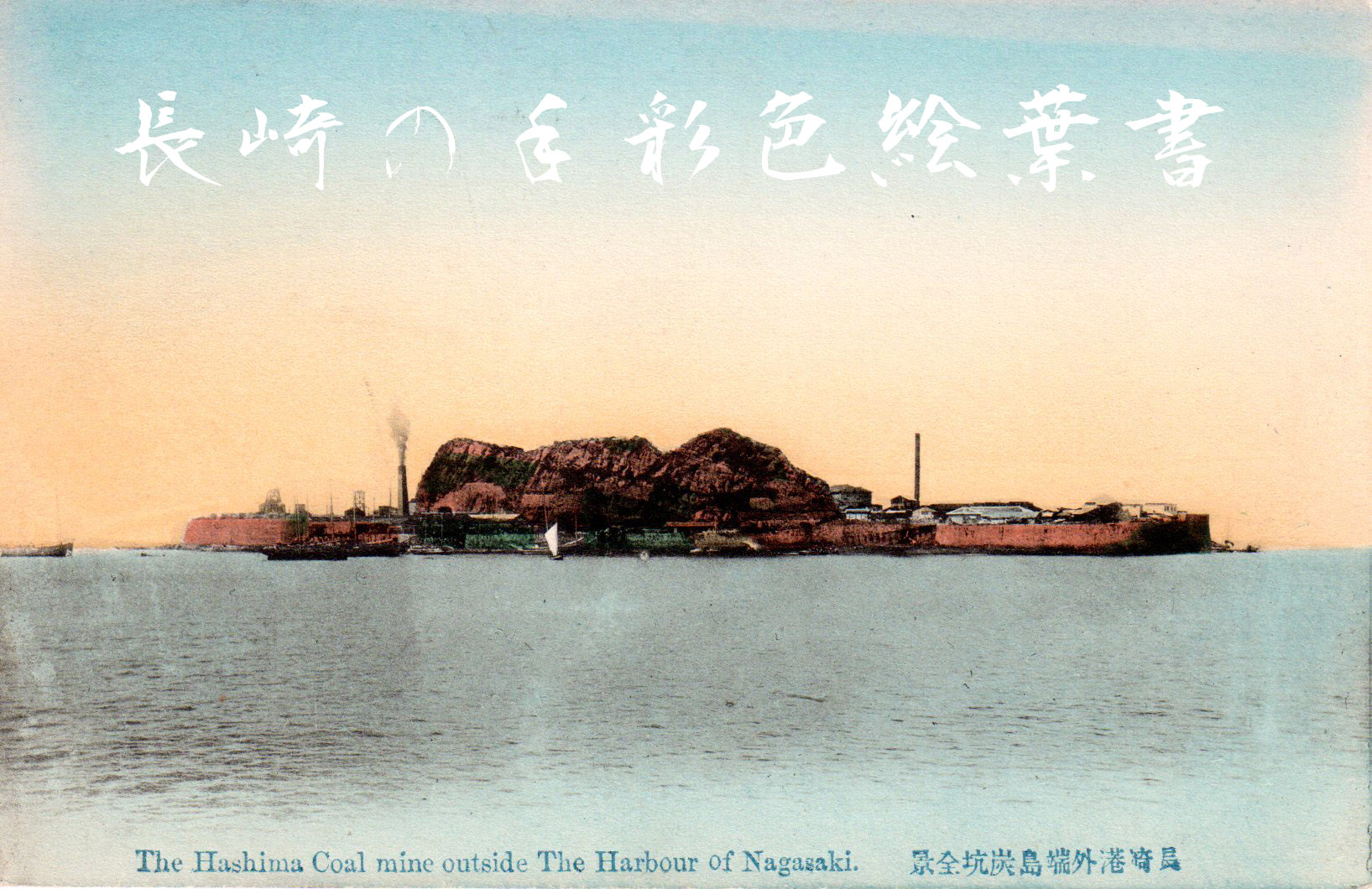
Hashima trong thời kì Minh Trị, bưu thiếp ám màu bằng tay giả cổ của Nagasaki

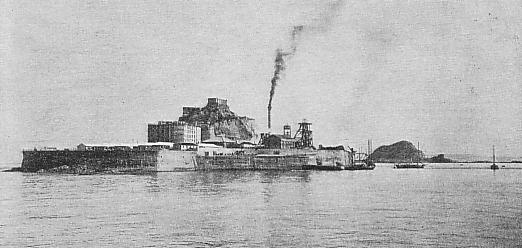
Hashima k. 1930

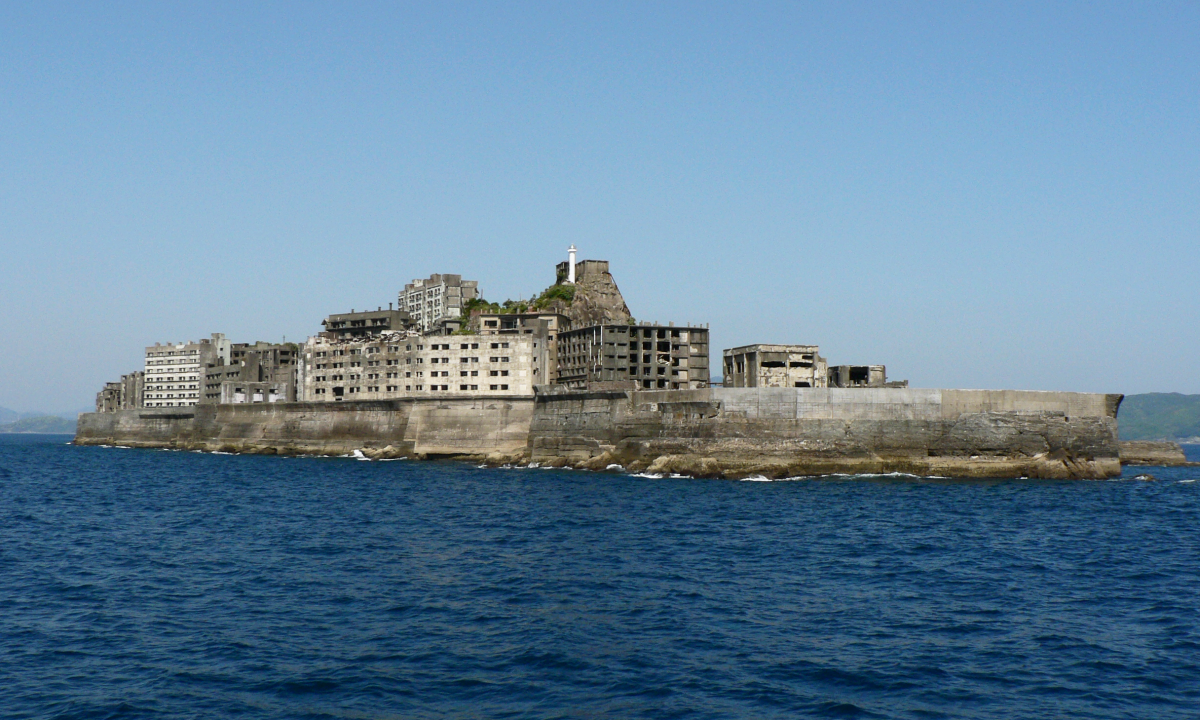
Quang cảnh hòn đảo năm 2009

Than được phát hiện lần đầu tiên trên đảo vào khoảng năm 1810, và hòn đảo này có người sinh sống liên tục từ năm 1887 đến năm 1974 như một cơ sở khai thác than ở đáy biển. Mitsubishi Goshi Kaisha đã mua hòn đảo này vào năm 1890 và bắt đầu khai thác than từ các mỏ dưới biển, trong khi đê chắn biển và quá trình khai hoang lấn biển (đã làm tăng gấp ba lần kích thước của hòn đảo) được tiến hành xây dựng. Bốn hầm mỏ chính (với độ sâu lên tới 1 km) đã được xây dựng, với một hầm trong đó thực sự kết nối Hashima với một hòn đảo lân cận. Từ năm 1891 tới năm 1974, khoảng 15,7 triệu tấn than được khai thác trong các mỏ có nhiệt độ 30 °C và độ ẩm 95%.
Năm 1916, công ty xây dựng tòa nhà bê tông cốt thép lớn đầu tiên của Nhật Bản (một khối căn hộ 7 tầng dành cho thợ mỏ), để phù hợp với hàng ngũ công nhân đang phát triển của họ. Bê tông được sử dụng đặc biệt để bảo vệ chống lại sự phá hủy của bão nhiệt đới. Trong 55 năm tiếp theo, nhiều tòa nhà được xây dựng, bao gồm các khối chung cư, trường học, trường mẫu giáo, bệnh viện, tòa thị chính và trung tâm cộng đồng. Để phục vụ nhu cầu giải trí, một câu lạc bộ, rạp chiếu phim, phòng tắm cộng đồng, hồ bơi, khu vườn trên tầng mái, cửa hàng và phòng chơi pachinko được xây dựng cho các thợ mỏ và gia đình của họ.
Bắt đầu từ những năm 1930 và cho đến khi kết thúc Chiến tranh thế giới thứ hai, các thường dân nhập ngũ của Hàn Quốc và tù nhân chiến tranh Trung Quốc bị buộc phải làm việc trong điều kiện rất khắc nghiệt và đối xử tàn bạo tại cơ sở của Mitsubishi như những người lao động cưỡng bức theo chính sách tổng động viên thời chiến của Nhật Bản. Trong thời gian này, ước tính có khoảng 1.300 người lao động từng nhập ngũ đã chết trên đảo do nhiều mối nguy hiểm khác nhau, bao gồm tai nạn dưới hầm, kiệt sức và suy dinh dưỡng.
Năm 1959, dân số của hòn đảo rộng 6,3 hécta (16 mẫu Anh) đạt đỉnh với 5.259 người, với mật độ dân số 835 người trên một hecta (216,264 people trên một dặm vuông) trên toàn đảo, hoặc 1.391 người trên một hecta cho khu vực có dân cư.
Khi dầu mỏ thay thế than đá ở Nhật Bản vào thập niên 1960, các mỏ than bắt đầu bị đóng cửa trên toàn đất nước, và các mỏ của Hashima cũng không ngoại lệ. Mitsubishi chính thức đóng cửa mỏ vào tháng 1 năm 1974, và hòn đảo này đã không còn dân cư sinh sống vào tháng 4 cùng năm. Ngày nay, những gì nổi bật nhất còn lại của đảo là các tòa nhà chung cư bê tông bị bỏ hoang và hầu như vẫn còn nguyên vẹn, đê chắn biển bao quanh và hình dáng đặc biệt của nó. Hòn đảo này đã được quản lý như là một phần của thành phố Nagasaki kể từ khi sáp nhập với thị trấn cũ Takashima vào năm 2005. Du lịch đến Hashima được mở cửa trở lại vào ngày 22 tháng 4 năm 2009, sau 35 năm đóng cửa.

## Tình trạng hiện tại

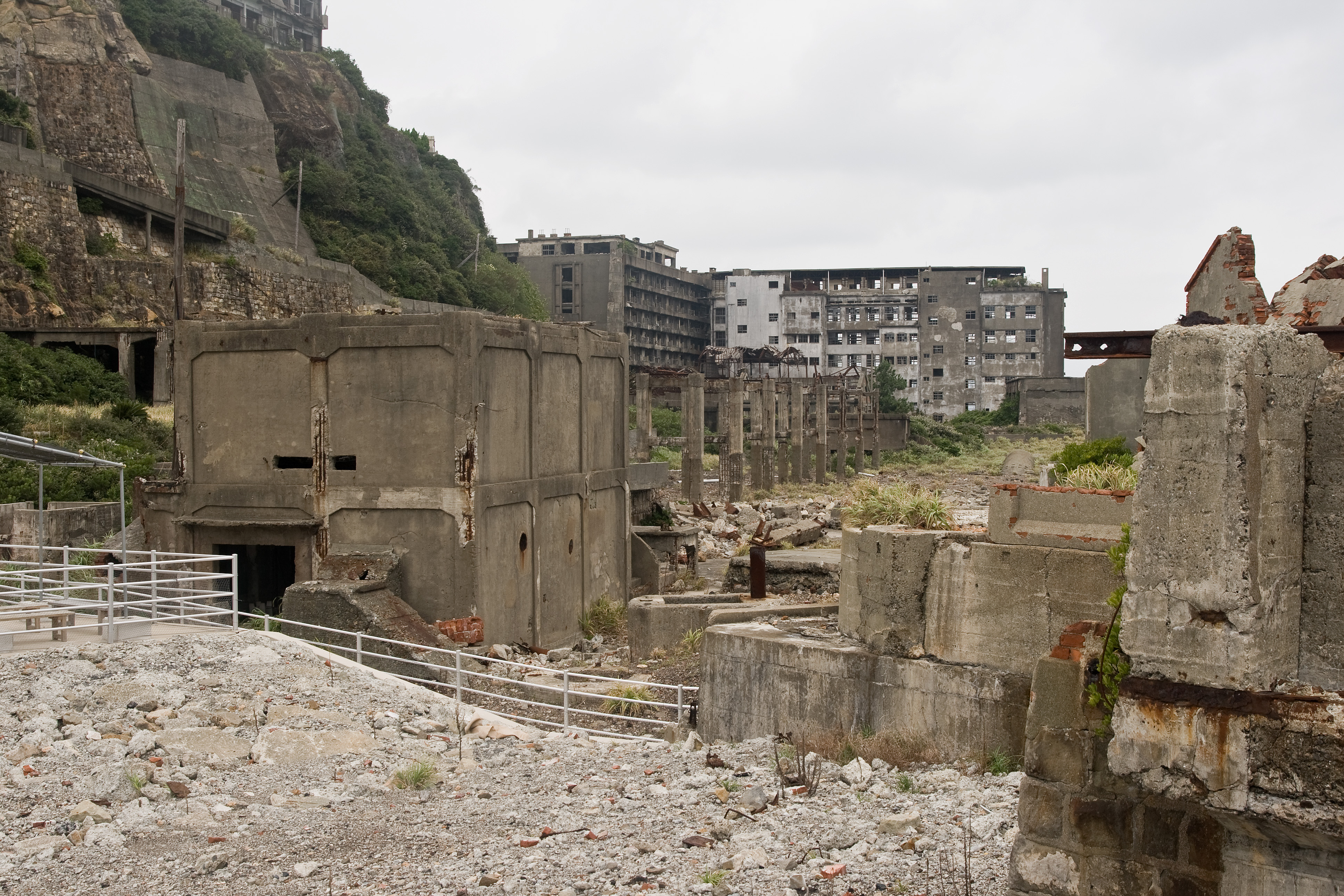
Tàn tích của mỏ, 2011

Hòn đảo này thuộc sở hữu của Mitsubishi cho đến năm 2002, khi nó được tự nguyện trực thuộc thị trấn Takashima. Hiện tại, thành phố Nagasaki, nơi đã sáp nhập thị trấn Takashima vào năm 2005, có toàn bộ thẩm quyền trên đảo. Vào ngày 23 tháng 8 năm 2005, việc hạ cánh chỉ được cho phép bởi hội trường thành phố cho các nhà báo. Vào thời điểm đó, thành phố Nagasaki đã lên kế hoạch khôi phục một bến tàu cho các chuyến hạ cánh du lịch vào tháng 4 năm 2008. Ngoài ra, lối đi dành cho khách tiến vào trung tâm đảo dài 220 m (722 ft) đã được lên kế hoạch, và những lối vào khu vực xây dựng không an toàn bị cấm. Tuy nhiên, do sự chậm trễ trong việc phát triển xây dựng, vào cuối năm 2007, thành phố đã thông báo rằng việc tiếp cận công khai bị trì hoãn cho đến mùa xuân năm 2009. Ngoài ra, thành phố gặp phải những lo ngại về an toàn, phát sinh từ nguy cơ sụp đổ của các tòa nhà trên đảo vốn có thời gian tồn tại lâu đời.
Người ta ước tính rằng việc hạ cánh để tham quan đảo của khách du lịch sẽ chỉ khả thi cho ít hơn 160 ngày mỗi năm vì thời tiết khắc nghiệt của khu vực. Vì các lý do cho sự hiệu quả hoá chi phí, thành phố đã xem xét hủy bỏ kế hoạch mở rộng lối đi dành cho khách tiến vào trung tâm đảo hơn nữa — thêm khoảng 300 m (984 ft) về phía đông của đảo và khoảng 190 m (623 ft) về phía tây của hòn đảo - sau năm 2009.
Một phần nhỏ của hòn đảo này cuối cùng đã được mở cửa trở lại cho du lịch trong năm 2009, nhưng hơn 95% diện tích đảo được phân định rõ ràng là có giới hạn trong các chuyến du lịch. Việc mở cửa lại toàn bộ hòn đảo sẽ đòi hỏi sự đầu tư đáng kể về an toàn và làm giảm giá trị lịch sử của các tòa nhà cổ trong khuôn viên.
Hòn đảo ngày càng thu hút sự chú ý của quốc tế không chỉ nói chung đối với di sản khu vực hiện đại, mà còn đối với những tàn dư phức hợp nhà ở không bị xáo trộn của giai đoạn từ thời kỳ Đại Chính cho tới thời kỳ Chiêu Hòa. Nó đã trở thành một chủ đề thường xuyên của sự thảo luận giữa những người đam mê cho những tàn tích. Kể từ khi hòn đảo bị bỏ hoang không được duy trì, một số tòa nhà đã sụp đổ chủ yếu là do thiệt hại vì bão, và các tòa nhà khác có nguy cơ sụp đổ. Tuy nhiên, một số bức tường bên ngoài bị sụp đổ đã được phục hồi bằng bê tông.

## Tranh cãi

### Tranh chấp phê duyệt Di sản Thế giới
Đề cử của Nhật Bản năm 2009 bao gồm đảo Hashima, cùng với 22 địa điểm công nghiệp khác, trong danh sách Di sản Thế giới của UNESCO đã bị các nhà chức trách Hàn Quốc phản đối với lý do là người lao động cưỡng bức của Hàn Quốc và Trung Quốc đã được sử dụng trên đảo trước và trong Chiến tranh thế giới thứ hai. Bắc Triều Tiên cũng chỉ trích đề cử Di sản Thế giới vì vấn đề này.
Một tuần trước khi bắt đầu cuộc họp của Ủy ban Di sản Thế giới UNESCO (WHC) tại Bonn, Đức, Hàn Quốc và Nhật Bản đã thỏa thuận tổn hại rằng Nhật Bản sẽ bao gồm việc sử dụng lao động cưỡng bức trong phần giải thích các cơ sở tại các địa điểm liên quan và cả hai quốc gia hợp tác hướng tới sự chấp thuận của các ứng viên Di sản Thế giới của nhau.
Vào tháng 7 năm 2015, trong cuộc họp của WHC, Hàn Quốc đã rút lại phản đối sau khi Nhật Bản thừa nhận vấn đề này như một phần của lịch sử đảo, đặc biệt lưu ý rằng "có một số lượng lớn người Hàn Quốc và những người khác làm việc trong điều kiện khắc nghiệt vào những năm 1940 tại một số địa điểm [bao gồm đảo Hashima]" và Nhật Bản "chuẩn bị kết hợp các biện pháp thích hợp vào chiến lược diễn giải để tưởng nhớ các nạn nhân như vậy khi thành lập trung tâm thông tin". Địa điểm này sau đó đã được chấp thuận để đưa vào danh sách Di sản Thế giới của UNESCO vào ngày 5 tháng 7.
Cùng ngày, ngay sau cuộc họp WHC của UNESCO, Ngoại trưởng Nhật Bản Kishida Fumio đã công bố công khai rằng "những nhận xét [buộc phải làm việc trong điều kiện khắc nghiệt] bởi đại diện chính phủ Nhật không mang nghĩa là 'lao động cưỡng bức'".
Một cơ chế giám sát để thực hiện 'các biện pháp để ghi nhớ các nạn nhân' được thành lập bởi Ủy ban Di sản Thế giới và nó sẽ được đánh giá trong phiên họp Ủy ban Di sản Thế giới vào năm 2018. Trang web du lịch chính thức và chương trình du lịch cho hòn đảo do thành phố Nagasaki điều hành hiện không đề cập đến sự thừa nhận này.

## Các cách tới đảo

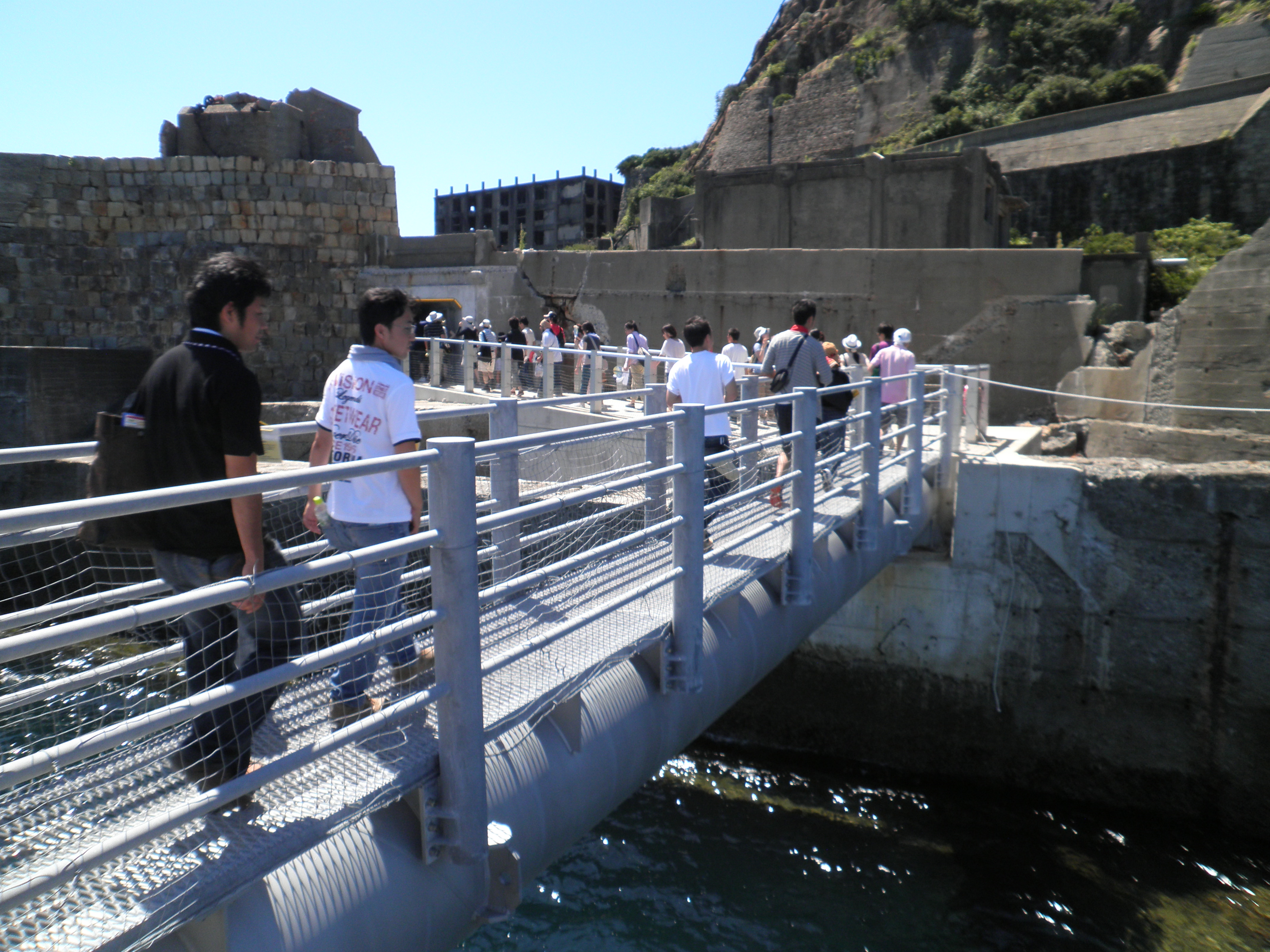
Tham quan trên đảo, tháng 8 năm 2010

Khi người dân cư trú trên đảo, tuyến Nomo Shosen phục vụ hòn đảo từ Cảng Nagasaki qua Đảo Iōjima và Đảo Takashima. Mười hai chuyến đi khứ hồi được cung cấp mỗi ngày vào năm 1970. Mất 50 phút để đi từ đảo này đến Nagasaki. Sau khi tất cả các cư dân rời đảo, tuyến đường trực tiếp này đã bị ngưng lại.
Từ năm 2009, hòn đảo này đã được mở lại một lần nữa cho các chuyến thăm công cộng. Các chuyến đi bằng thuyền tham quan xung quanh hoặc đến đảo hiện được cung cấp bởi 5 nhà khai thác; Gunkanjima Concierge, Gunkanjima Cruise Co., Ltd., Yamasa-Kaiun, và Takashima Kaijou từ cảng Nagasaki, và một dịch vụ tư nhân từ bán đảo Nomozaki. Truy cập hạ cánh tới hòn đảo có giá 300 yên/người, không bao gồm chi phí đi lại bằng thuyền.

## Truyền thông
Năm 2002, nhà làm phim người Thụy Điển Thomas Nordanstad đã đến thăm hòn đảo này với một người đàn ông Nhật tên là Dotokou, người lớn lên ở Hashima. Nordanstad ghi lại chuyến đi trong một bộ phim có tên Hashima, Nhật Bản, 2002.
Trong lễ hội nhiếp ảnh Mexico FotoSeptiembre năm 2009, các nhiếp ảnh gia người Mexico Guillaume Corpart Muller và Jan Smith, cùng với nhiếp ảnh gia người Venezuela Ragnar Chacin, giới thiệu những hình ảnh từ đảo trong triển lãm "Pop. Mật độ 5.000/km²" ("Pop. Density 5,000/km²"). Triển lãm lần theo dấu vết của mật độ đô thị và sự trỗi dậy của các thành phố trên khắp thế giới.
Trong năm 2009, hòn đảo này được giới thiệu trong loạt chương trình Life After People của History Channel, tập "The Bodies Left Behind" trong mùa đầu tiên là một ví dụ về sự phân hủy của các tòa nhà bê tông chỉ sau 35 năm bị bỏ hoang.
Hòn đảo này một lần nữa được giới thiệu vào năm 2011 trong tập sáu của một sản phẩm 3D cho 3net, Forgotten Planet, thảo luận về trạng thái hiện tại của hòn đảo, lịch sử và các buổi chụp hình trái phép của các nhà thám hiểm đô thị. Viện văn hóa Nhật Bản ở Mexico đã sử dụng hình ảnh của Corpart Muller và Smith trong triển lãm nhiếp ảnh "Fantasmas de Gunkanjima", do Daniela Rubio tổ chức, như một phần của lễ kỷ niệm 200 năm ngoại giao giữa Mexico và Nhật Bản.
Gần đây hơn, vào năm 2015, hòn đảo này được giới thiệu trong tập thứ tư của loạt phim tài liệu What on Earth của Science Channel. Nội dung được thảo luận là lịch sử của hòn đảo và là nơi đông dân nhất trên hành tinh cùng một lúc, và bao gồm hình ảnh vệ tinh và một chuyến du lịch qua nhiều tòa nhà.
Sony giới thiệu hòn đảo này trong một video quảng bá một trong các máy quay video của mình. Chiếc máy ảnh này được gắn trên một chiếc trực thăng điều khiển bằng radio đa rotor mini và bay quanh đảo và qua nhiều tòa nhà. Video đã được đăng trên YouTube vào tháng 4 năm 2013.
Năm 2013, Google đã gửi một nhân viên đến hòn đảo với ba lô Street View để nắm bắt tình trạng của nó ở chế độ xem toàn cảnh 360 độ và cho phép người dùng đi bộ ảo trên đảo. Google cũng chụp ảnh bên trong các tòa nhà bị bỏ hoang, vẫn còn chứa các vật dụng như bộ tivi đen trắng cũ và chai soda bị bỏ đi.
Hòn đảo này đã xuất hiện trong một số bộ phim gần đây. Ảnh chụp bên ngoài của hòn đảo được sử dụng trong bộ phim của James Bond Skyfall năm 2012. Bộ phim chuyển thể người đóng Nhật Bản năm 2015 dựa trên manga Attack on Titan sử dụng hòn đảo này để quay nhiều cảnh, và bộ phim kinh dị Thái Lan Hashima Project được quay tại đây. Bộ phim về Chiến tranh thế giới thứ hai của Hàn Quốc năm 2017 Đảo địa ngục mô tả một cách giả tưởng một nỗ lực của những người lao động cưỡng bức của Hàn Quốc trốn khỏi trại lao động trên đảo.